# 상명행복생활관
**이 글은 상명대학교 학생생활관 홈페이지를 출처로 작성되었습니다.**

상명행복생활관 호실 내부 사진이다.

### 1. 생활관 소개
상명행복생활관은 상명대학교의 기숙사 중 하나다.
주소는 서울시 종로구 세검정로 209-6이다.
내국인 학생을 수용하며 총 168여명 수용규모이다. 
2017년에 A관(연면적 1.395m2)과 B관(연면적 843m2)로 개관했다.
여기를 클릭하면 상명행복생활관 홈페이지 링크로 연결된다.

#### 1.1. 설립목적
상명대학교 서울캠퍼스 학생생활관은 학생들이 가장 쾌적한 환경에서 면학생활을 할 수 있는 여건을 제공하고, 자유와 규율이 조화를 이루는 공동생활 및 자치활동을 통하여 인재 양성을 위해 건립된 생활관이다.

#### 1.2. 시설현황
| 건물명 | 소재지                | 준공일  | 연면적 | 수용규모 |
| ------ | --------------------- | ------- | ------ | -------- |
| a동    | 종로구 세검정로 209-6 | 2017.02 | 1,395  | 102      |
| b동    | 종로구 세검정로 209-8 | 2017.07 | 843    | 66       |

#### 1.3. 시설안내
- 휴게실 조리기구 - 전자레인지, 에어프라이어, 라면조리기, 토스터기, 정수기(층별 구비)

- 세탁실 - 공용 세탁기 및 건조기 사용료 [가격 : 1000원 / 사용방법 : RFID카드 충전방식]

- 열람실

- 호실 내 샤워실, 화장실

- 사생실 - 3인 1실

### 2. 규정 및 수칙
제1장 총칙
제1조 (목적)
이 규정은 학생들에게 숙박의 편의를 제공하고, 공동생활을 통하여 자율성을 키우며 면학분위기를 조성하여 자아실현을 도모할 수 있도록 설치된 상명행복생활관(이하 "생활관"이라고 한다)의 조직과 운영에 관하여 필요한 사항을 규정함을 목적으로 한다.
제2조 (소재지)
생활관은 서울시 종로구 홍지문 2길 20 관할구역 안에 둔다.
제3조 (개관 및 폐관)
생활관의 개관 및 폐관은 관장이 정하며, 그 기관 또한 관장이 정한다.
제4조 (상담)
1. 생활관은 제1조의 목적을 달성하기 위하여 다음 각 호의 학생상담 업무를 수행한다.
2. 생활관 담당 직원과 상담이 진행된 후 상담 내용의 심각성에 따라 학생상담센터 또는 양성평등센터에 의뢰하여 전문적인 상담을 진행한다.

제5조 (시설물 이용)
생활관 시설물의 이용은 사생에 한하여 허용함을 원칙으로 한다. 다만, 교육목적에 부합되며 관리에 지장이 없는 범위 안에서 사생 이외의 학생 또는 단체에게 생활관의 이용을 허가할 수 있으며, 이 경우에는 그에 상당하는 경비를 징수함을 원칙으로 한다.
제6조 (수칙)
사생의 질서 있는 생활을 위하여 생활관 수칙을 따로 정한다.
제2장 조직
1. 생활관은 다음과 같은 직원을 두며 필요에 따라 관리인을 둘 수 있다. (대표이사, 관장, 직원, 조교 각 1명씩)
2. 생활관에는 필요에 따라 보조기관을 둘 수 있다.

이하 규칙은 상명대학교 학생생활관 홈페이지를 클릭하면 확인할 수 있다.

### 3. 생활안내

#### 3.1. 정기 호실 점검
- 매월 마지막 주 월요일에 실시
  - 1차 점검 22:00~23:00
  - 2차 점검 23:00~미 통과 호실 재실시

- 점검 내용
  - 생활관 내 흡연, 전열기 사용, 음주, 등 전반적인 내부 상태 점검
  - 허가되지 않은 반입금지 물품 수거
  - 청소상태 점검

#### 3.2. 기본 시설 및 반입 금지 물품
| 기본시설       | 개인시설 [침대, 책상, 의자, 옷장, 신발장, 샤워실, 화장실, 냉난방시스템] 공동시설 [열람실, 휴게실, 세탁실, 냉장고]                                       |
| 반입 금지 물품 | 전기장판, 개별 냉/난방기, 다리미, 취사도구, 인화 물질 등 *반입금지 물품 적발 시 강제 퇴사 처리 *공간 협소로 인해 개인 서랍장, 행거 등은 사용하기 어려움 |

#### 3.3. 외박
- 자유 외박 : 주말, 공휴일, 공휴전일, 방학기간은 자유외박이며 외박 및 연장 신청이 없다.
- 외박 신청 시간 : 매일 07:00~23:00
- 외박 신청 방법 : 샘물시스템→로그인→통합정보→학생생활관→외박신청→신규→기간지정→저장
- 미신고시 무단외박 처리되며 규정에 의거하여 벌점 3점을 부과한다.
- 외박 기간 설정 시 주말, 공휴일 공휴전일 기간이 포함되면 신청되지 않으니 주의해야 한다.

### 4. 상벌점 기준표
| - 생활관의 명예를 드높인 자 - 응급 구조, 화재 진압 등의 행위를 한 자                                                                                       | 10점        |
| - 타인을 위한 봉사 등의 행위를 한 자 - 생활관 면학 분위기 조성에 현저히 공헌한 자                                                                          | 5점         |
| - 생활관 규칙에 위배된 행동을 신고한 자 - 호실 환경이 청결한 자                                                                                            | 3점         |
| - 기타 선행행위를 한 자 및 생활관장이 상점 부여가 필요하다고 판단한 자                                                                                     | 상응한 상점 |
| - 봉사활동에 의한 상점 (제출일 기준 한 달 이내의 활동만 인정) (단, 벌점 경고를 받은 후 벌점 차감을 위한 봉사활동은 해당 경고에 한하여 5시간(10점)까지 인정 | 1시간당 2점 |

| 1. 외부인을 숙박시킨 자 2. 출입이 금지된 이성간 호실을 출입한 자 3. 고의 또는 과실로 화재를 일으킨 자 4. 네트워크 상에 유언비어 또는 음란물을 배포한 자 5. 사행 행위 및 무단 불법 집회를 하거나 그 장소를 제공한 자 6. 절도 행위를 한 자 7. 출입시간 외 시설물 및 집기·비품을 파손하고 무단으로 출입한 자 8. 음주 또는 폭력 행위를 한 자 9. 성희롱 및 성추행 한 자 10. 호실에서 흡연한 자 11. 기타 위의 각 호에 준하는 위반 행위를 한 자 | 퇴사조치    |
| 1. 관리자(직원 및 조교)의 정당한 지시에 불복한 자 2. 배정된 호실을 임의로 변경한 자 3. 애완동물 (포유류, 조류, 파충류, 양서류, 관상어류 등)을 사육한 자 4. 허가되지 않은 전열기구를 사용한 자 5. 출입문 개방시간 외 출입자(시간 외 출입) 6. 호실에서 취사한 자 및 외부 음식물 반입자 7. 외부인을 무단으로 동반하거나 카드키를 타인에게 양도한 자                                                                                         | 5점         |
| 1. 사내에서 소란행위 및 소음을 유발한 자 2. 사내 소란행위 및 소음을 유발한 자 3. 시설물에 허가되지 않은 부착물을 붙인 자 4. 외박 신청을 하지 않고 외박한 자(무단외박) 5. 정기 점호에 무단으로 불참한 자 6. 타인 명의의 우편물을 수취 혹은 개봉한 자 7. 청소상태가 불량한 자 8. 사내 공동사용 구역에 집기를 지정장소 이외로 이동한 자 9. 시설물 및 집기 비품을 파손하거나 훼손한 자                                                       | 3점         |
| 1. 점호시간에 돌아다니는 행위 2. 점호시간에 돌아다니는 행위 3. 공동생활 공간(복도, 계단, 휴게실 등)에서 복장불량(속옷차림 등) 행위 4. 출입인증 시스템을 통하지 않고 출입하는 행위 5. 정당한 사유없이 장기간(7일 이상)택배물을 수령하지 않는 행위 | 1점         |
| 1. 기타 제반 지시 사항을 불이행한 자 및 생활관장이 벌점 부여가 필요하다고 판단한 자 | 상응한 벌점 |

*개인별 벌점 누계가 15점 이상인 학생은 규정에 의하여 퇴사조치하며 생활관 입사를 제한함
1. ↑  https://www.smu.ac.kr/dormi/index.do